# Maude Turner Gordon

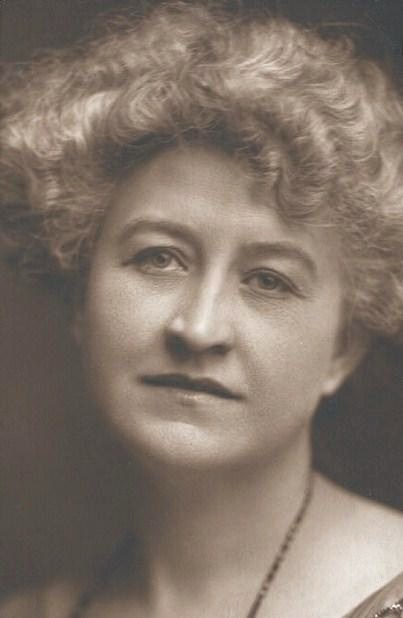
Maude Turner Gordon (1910)

Maude Turner Gordon (* 10. November 1868 in Franklin, Indiana; † 12. Januar 1940 in Los Angeles, Kalifornien) war eine US-amerikanische Schauspielerin.

## Leben
Gordon wurde in Franklin, Indiana, als Tochter von Alexander und Nancy (Wright) Turner geboren. Sie besuchte die Schulen in Franklin.
Von 1908 bis 1925 trat sie in zahlreichen Broadway-Produktionen auf, darunter Glorious Betsy, The American Maid, A Full House, Elsie und Big Boy. Von 1914 bis 1938 war sie in mehr als 80 Filmproduktionen zu sehen.
Sie heiratete am 19. Dezember 1885 im Alter von 17 Jahren John C. Gordon. Sie hatten eine Tochter. Am 12. Januar 1940 starb Gordon im Alter von 71 Jahren in Los Angeles, Kalifornien, an einer Lungenentzündung.

## Filmografie
- 1914: The Idler
- 1915: The Kreutzer Sonata
- 1916: Miss George Washington
- 1917: The Honeymoon
- 1917: Her Better Self
- 1918: The Lie
- 1918: The Service Star
- 1918: The Danger Mark
- 1918: The Turn of the Wheel
- 1918: The Ordeal of Rosetta
- 1918: Just for Tonight
- 1919: The Divorcee
- 1920: Away Goes Prudence
- 1920: Civilian Clothes
- 1921: Beyond Price
- 1921: The Price of Possession
- 1921: Enchantment
- 1922: Women Men Marry
- 1923: Homeward Bound
- 1924: Born Rich
- 1925: The Little French Girl
- 1925: The Early Bird
- 1926: Fräulein Wasserscheu im Strandbad (The Palm Beach Girl)
- 1926: Eheketten (Mismates)
- 1927: Cheating Cheaters
- 1927: The Wizard
- 1927: Home Made
- 1928: Hot News
- 1929: Glad Rag Doll[4]
- 1929: The Hottentot
- 1929: The Marriage Playground
- 1929: Cilly (Sally)
- 1930: Der Jazzkönig (King of Jazz)
- 1931: High Stakes
- 1932: Back Street
- 1932: Shopworn[5]
- 1934: She Loves Me Not
- 1935: Living on Velvet
- 1927: Finale in St. Petersburg (The Emperor’s Candlesticks)